# Циса зелена
Циса зелена (Cissa chinensis) — вид горобцеподібних птахів родини Воронові (Corvidae).

## Опис
Циса зелена — птах роду циса родини воронових завбільшки з сойку або трохи дрібніший. Оперення яскраво-зелене, в умовах утримання вицвітає до бірюзового, низ - світліший. Чорна смуга проходить від дзьоба до потилиці через очі. Хвіст довгий з білим кінцем. Яскраво-червоні м'ясисті кільця очей, дзьоб і лапи також червоні. Крила червоно-коричневі. 

## Поширення
Мешкає в нижніх  Гімалаях в північно-східній Індії, широко поширена на південному сході, а також у
центральній частині Таїланду, Малайзії, на Суматрі і північно-західній Борнео у вічнозелених лісах (в тому числі бамбукових лісах), на вирубках і у чагарниках. 

## Спосіб життя
Годується як на землі, і на
деревах, поїдає безхребетних, дрібних рептилій і ссавців, молодих птахів і яйця. Живиться свіжої падлом. Гніздо будує на деревах, в заростях високих чагарників і на лозі дикого винограду. У кладці 4-6 яєць.